# Кабаняс (департамент)
Кабаняс (на испански: Cabañas) е един от 14-те департамента на централноамериканската държава Салвадор. Намира се в североцентралната част на страната. Площта му е 1104 квадратни километра, а населението – 174 094 души (по изчисления за юни 2020 г.).

## Общини
Департаментът се състои от 9 общини, някои от тях са:
1. Виктория
2. Долорес
3. Сан Исидро